# チャンググ
座標: 南緯2度29分06秒 東経28度54分36秒 / 南緯2.485度 東経28.910度
チャンググ（Cyangugu）は、ルワンダの西部州にある都市。コンゴ民主共和国との国境に位置している。かつてはチャンググ県の中心都市であった（2006年、チャンググ県は西部州に再編された）。人口は43,866人（2022年国勢調査）。